# Climacoceratidae
Climacoceratidae é uma família de artiodáctilos extintos do Mioceno endêmicos da África.